# Mellivorinae
Mellivorinae – podrodzina ssaków z rodziny łasicowatych (Mustelidae).

## Zasięg występowania
Podrodzina obejmuje jeden żyjący współcześnie gatunek występujący w Afryce i Azji.

## Podział systematyczny
Do podrodziny należy jeden występujący współcześnie rodzaj: 
- Mellivora Storr, 1780 – ratel – jedynym żyjącym współcześnie przedstawicielem jest Mellivora capensis (Schreber, 1776) – ratel miodożerny

Opisano również rodzaje wymarłe:
- Dehmictis Ginsburg & Morales, 1992[13] – jedynym przedstawicielem był Dehmictis vorax (Dehm, 1950)
- Ekorus Werdelin, 2003[14] – jedynym przedstawicielem był Ekorus ekakeran Werdelin, 2003
- Eomellivora Zdansky, 1924[15]
- Erokomellivora Werdelin, 2003[16] – jedynym przedstawicielem był Erokomellivora lothagamensis Werdelin, 2003
- Howellictis Bonis, Peigné, Guy, Likius, Mackaye, Vignaud & Brunet, 2009[17] – jedynym przedstawicielem był Howellictis valentini Bonis, Peigné, Guy, Likius, Mackaye, Vignaud & Brunet, 2009
- Mellalictis Ginsburg, 1977[18] – jedynym przedstawicielem był Mellalictis mellalensis Ginsburg, 1977
- Moralesictis Valenciano & Baskin, 2022[19] – jedynym przedstawicielem był Moralesictis intrepida Valenciano & Baskin, 2022
- Namibictis Morales, Pickford, Soria & Fraile, 1998[20] – jedynym przedstawicielem był Namibictis senuti Morales, Pickford, Soria & Fraile, 1998
- Promellivora Pilgrim, 1932[21] – jedynym przedstawicielem był Promellivora punjabiensis (Lydekker, 1884)
- Sonitictis Wang Xiaoming, Tseng, Jiangzuo Qigao, Wang Shiqi & Wang Hongjiang, 2022[22] – jedynym przedstawicielem był Sonitictis moralesi Wang Xiaoming, Tseng, Jiangzuo Qigao, Wang Shiqi & Wang Hongjiang, 2022